# Latata
| Đánh giá chuyên môn | Đánh giá chuyên môn |
| Nguồn đánh giá      | Nguồn đánh giá      |
| Nguồn               | Đánh giá            |
| ------------------- | ------------------- |
| KultScene           | [ 2 ]               |
| IZM                 | [ 3 ]               |

"Latata" (được cách điệu thành "LATATA") là bài hát được thu âm bởi nhóm nhạc nữ Hàn Quốc (G)I-dle là lead single từ mini album debut tiếng Hàn của nhóm I Am. Bài hát được phát hành vào ngày 2 tháng 5 năm 2018 bởi Cube Entertainment và phân phối bởi Kakao M. Bài hát được chắp bút bởi thành viên Soyeon, và nhà sản xuất Big Sancho. MV cho bài hát cũng được phát hành cùng ngày. Kết quả đạt được trong quá trình quảng bá đó là nhóm đã nhận được chiếc cup đầu tiên của chương trình âm nhạc tại The Show của SBS MTV vào ngày 22 tháng 5 năm 2018. Bài hát cũng nhận được chiến thắng thứ hai tại M Countdown của Mnet.
Phiên bản tiếng Nhật được phát hành vào ngày 12 tháng 7 năm 2019 như là lead single cho mini album debut tiếng Nhật cùng tên của nhóm.
Phiên bản tiếng Anh được phát hành vào ngày 15 tháng 5 năm 2020.

## Bối cảnh
"Latata"  được lấy cảm hứng từ câu cửa miệng của Song Joong-geun "rata rata rata" trong Gag Concert của KBS2.

## Hiệu suất
"Latata" không lọt vào Gaon Digital Chart trong tuần đầu tiên ra mắt, nhưng đã lọt vào Download Chart xếp tại vị trí 6, đạt vị trí thứ 8 trong tuần tiếp theo. Trong tuần thứ hai, bài hát ra mắt ở vị trí thứ 35 trên Gaon Digital Chart như một bài hát "hot" và đạt vị trí thứ 16 vào hai tuần sau đó. Bài hát cũng đứng vị thứ 66 trên Streaming Chart và đạt vị trí 23 vào tuần sau đó. Bài hát lọt vào Gaon Social Chart với vị trí thứ 4, và leo lên vị trí thứ 3 vào tuần sau.
Tại Mỹ, bài hát lọt vào bảng xếp hạng Billboard World Digital Songs với vị trí thứ 11, và leo lên vị trí thứ 4 vào tuần sau đó, tẩu tán 1,000 bản, trở thành bài hát K-pop bán chạy nhất tuần 10 tháng 5. Bài hát đã bán được 3,000 bản tại Mỹ tính tới tháng 8 năm 2018.
Vào ngày 3 tháng 2, MV của "Latata" đã vượt qua 100 triệu view tổng cộng từ hai MV chính thức của nhóm được đăng tải trên kênh 1theK và kênh chính thức của (G)I-dle.

## Giải thưởng
| Phê bình / Xuất bản | Danh sách                                                          | Xếp hạng | Nguồn  |
| ------------------- | ------------------------------------------------------------------ | -------- | ------ |
| Bugs                | 2018 Year End Top 100                                              | 37       | [ 20 ] |
| HK01                | 20 Must Listen to K-Pop Songs of 2018                              | 3        | [ 21 ] |
| Hypable             | 10 great K-Pop songs from 2018 to add to your end-of-year playlist | —        | [ 22 ] |
| Idology             | 2018 Song of the Year                                              | 1        | [ 23 ] |
| PAPER               | PAPER's Top 20 K-Pop Songs of 2018                                 | 14       | [ 24 ] |
| SBS                 | Top 100 Asian pop songs of 2018                                    | 38       | [ 25 ] |
| KultScene           | 25 Best K-pop Songs Of 2018                                        | 15       | [ 26 ] |

| Chương trình       | Ngày                | Nguồn  |
| ------------------ | ------------------- | ------ |
| The Show (SBS MTV) | 22 tháng 5 năm 2018 | [ 4 ]  |
| The Show (SBS MTV) | 29 tháng 5 năm 2018 | [ 27 ] |
| M Countdown (Mnet) | 24 tháng 5 năm 2018 | [ 5 ]  |

## Bảng xếp hạng
| Bảng xếp hạng (2018)               | Vị trí xếp hạng cao nhất |
| ---------------------------------- | ------------------------ |
| Hàn Quốc (Gaon Digital Chart)      | 12                       |
| US World Digital Songs (Billboard) | 4                        |

| Bảng xếp hạng(2018)           | Vị trí xếp hạng cao nhất |
| ----------------------------- | ------------------------ |
| Hàn Quốc (Gaon Digital Chart) | 13                       |

| Bảng xếp hạng(2018)           | Vị trí xếp hạng cao nhất |
| ----------------------------- | ------------------------ |
| Hàn Quốc (Gaon Digital Chart) | 81                       |